# 安巴佐尼亚
安巴佐尼亚（英語：Ambazonia），又称安巴佐尼亚联邦共和国（Federal Republic of Ambazonia）、安巴佐尼亚国（State of Ambazonia）、安巴兰（Ambaland），是一个未受国际普遍承认的国家，由喀麦隆西北地区和西南地区所组成。目前没有任何一个国家承认安巴佐尼亚的独立，它目前是安巴佐尼亚分离主义者和喀麦隆军队之间发生冲突的地方，被称为喀麦隆英语区危机。安巴佐尼亚位于喀麦隆西部，尼日利亚东南部，紧依邦尼湾。
直到1961年，该地区是英国的殖民地，即南喀麦隆，而喀麦隆的其余部分则是法国的殖民地，即法属喀麦隆。独立时举行了公民投票，喀麦隆南部的选民选择加入作为联邦共和国的一个组成国。随着时间的推移，以法语为主的中央政府的权力以牺牲该地区的自治权利为代价而扩大。许多认为自己母语为英语的居民对喀麦隆政府为消除关于说英语的法律、行政、教育和文化机构的歧视和努力而感到愤慨。
2016年和2017年，一场广泛的抗议活动遭到政府的暴力镇压，导致开始骚乱和针对安全部队地暴力行为，以及2017年安巴佐尼亚领导人单方面宣布独立。之后，暴力开始演变成游击战，直到2021年，冲突仍在继续，人口中心和战略要地主要由政府控制并从事镇压叛乱行动，大片偏远的农村地区则由分离主义民兵控制并用于从事游击战。安巴佐尼亚部队一直在努力形成统一战线，内部冲突阻碍了与喀麦隆谈判或控制参与战斗的各种民兵组织的努力。持续的暴力导致双方广泛报道侵犯人权的行为，包括滥杀平民、酷刑、强奸和基于性别的犯罪，以及不合理的拘留和绑架。

## 国名词源和相关术语

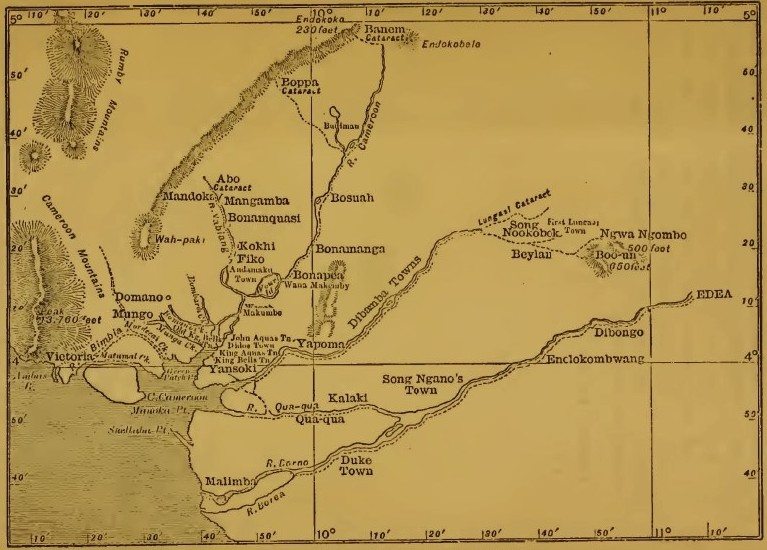
殖民时代的地图，安巴斯湾显示在地图的最左边

“Ambazonia”一词源自于“Ambozes”这个词，是当地对位于武里河河口的海湾的名称。这个术语则在1984年由喀麦隆律师兼政治家丰·戈尔治·丁卡提出，并让该地区恢复自治和保护当地英语机构的运动的一部分。